# 장안사 (극장)
장안사(長安社)는 연흥사(延興社)와 함께 지금의 서울시 인사동에 자리잡고 있었던 가설 극장이다.
장안사는 명창 이동백이 관리하였고 연흥사는 명창 김창룡이 주관하였다.